# Унутрашњи криласти мишић
Унутрашњи криласти мишић (лат. musculus pterygoideus medialis s. internus) је дебео, четвртаст парни мишић главе који је смештен у подслепочној јами испод базе лобање. Припаја се у птеригоидној јами клинасте кости и на унутрашњој страни угла доње вилице, на месту названом птеригоидно испупчење (лат. tuberositas pterygoidea).
Доњи крај унутрашњег криластог мишића се у пределу угла мандибуле повезује са тетивним влакнима масетеричног мишића и на тај начин они образују снажну мишићно-тетивну омчу, која обухвата грану доње вилице. Иначе, ова два мишића делују у синергији (удружено).

Инервација мишића потиче од истоимене гране доњовиличног живца. Основна функција му је подизање мандибуле и затварање уста. Осим тога, он учествује и у латералним кретањима за време жвакања, у току протрузије (померања унапред) доње вилице и при комбинованим покретима ових структура.